# Richard Garriott
Richard Garriott, född 4 juli 1961 i Cambridge, England, är en brittisk spelprogrammerare och spelutvecklare.
När Garriott var 19 år gammal skapade han spelet Akalabeth som han sedan tjänade tillräckligt mycket pengar på för att sedan arbeta med Ultima: The first Age of Darkness Genom Ultima blev Garriott världskänd inom spelvärlden och han skapade senare tillsammans med sin bror Robert Garriott och sin far Owen Garriott det legendariska spelföretaget Origin Systems.
Han var med och programmerade upp till mer än tio olika Ultimaspel. Det senaste var Ultima Online, som var lite annorlunda de tidigare Ultimaspelen eftersom man spelade mot människor i hela världen. På grund av interna strider lämnade Garriott Origin Systems och grundade ett annat företag som heter NCSoft.
Han kallas också Lord British, som är en av huvudfigurerna i Ultimaspelen.

## Rymdturist
I oktober 2008 blev Garriot världens sjätte rymdturist. Uppskjutningen skede den 12 oktober 2008 Sojuz TMA-13. Flygningen gick till Internationella rymdstationen. Han landade med Sojuz TMA-12 den 24 oktober 2008.

## Geocaching
Garriot är även känd för att ha gömt två av världens svåraste (samt högsta och lägsta) geocachar. Den ena gömdes 2300 meter ner på Atlantens botten och den andra på internationella rymdstationen.